# Orientus ishidae
Orientus ishidae — вид цикадок із ряду напівтвердокрилих, поширений на Далекому Сході. Єдиний вид роду.

## Опис
Цикадки розміром 4—6 мм. Стрункі, з неширокою, закругленою виступаючою головою. Тім'я широке. Рисунок темний, сітчастий на світлому фоні.